# Maxime Decout
 (juin 2022).
Maxime Decout, né le 24 juin 1979, est un universitaire et essayiste français, spécialiste notamment du judaïsme et des pratiques de lecture. Il est membre junior de l'Institut universitaire de France.

## Biographie[1]
Après un bac S et une formation en CPGE au lycée Champollion de Grenoble, il rejoint l'École Nationale Vétérinaire de Lyon. Après son doctorat en médecine vétérinaire, il passe le CAPES (2004) puis l'agrégation (2005), en parallèle de son master de lettres modernes à Lyon 3 et de son poste de vétérinaire remplaçant.
En décembre 2009, il soutient sa thèse sur Albert Cohen : la "geste des Juifs". Des origines trouées aux déchirements messianiques, dirigée par Jean-Pierre Martin (Université Lyon 2). Après 4 ans comme TZR, il enseigne en hypokhâgne à Sainte-Marie Lyon (2009-2012) puis devient maître de conférences à Lille 3 (2012-2019). Il est devenu, en 2019, professeur à l'université d'Aix-Marseille, avant de rejoindre la Sorbonne en 2022.
Dans son Éloge du mauvais lecteur (Minuit, 2021), il étudie les pratiques de lecture qu'il qualifie ironiquement de "mauvaises" : enquêter sur le texte quand il y a une suspicion de mensonge ou d'erreur, s'identifier aux personnages (bovarysme), analyser le texte de manière savante et hyper-rationalisée (Bouvard et Pécuchet), lire de manière désinvolte ou rebelle, etc.. Il s'interroge plus largement sur les relations entre auteurs/ices et lecteurs/ices et la co-construction du sens en littérature, dans la lignée de Qu'est-ce que la littérature ? de Sartre et de Les Limites de l’interprétation de Umberto Eco.

## Œuvres
- Albert Cohen. Les Fictions de la judéité, Paris, Classiques Garnier, coll. « Études de littérature des XXe et XXIe siècles », 2011, 371 p.  (ISBN 978-2-8124-0276-0)
- Écrire la judéité. Enquête sur un malaise dans la littérature française, Seyssel, éditions Champ Vallon, 2014, 299 p.  (ISBN 979-10-267-0001-2)
- En toute mauvaise foi. Sur un paradoxe littéraire, Les Éditions de Minuit, coll. « Paradoxe », 2015, 190 p.  (ISBN 978-2-7073-2857-1)
- Qui a peur de l'imitation ?, Les Éditions de Minuit, coll. « Paradoxe », 2017, 156 p.  (ISBN 978-2-7073-4312-3)
- Pouvoirs de l'imposture, Les Éditions de Minuit, coll. « Paradoxe », 2018, 192 p.  (ISBN 978-2-7073-4484-7)
- Album de la Pléiade : Romain Gary, bibliothèque de la Pléiade, éditions Gallimard, 2019, 248 p.,  (ISBN 9782072805431).
- Éloge du mauvais lecteur, Les Éditions de Minuit, coll. « Paradoxe », 2021, 147p.,  (ISBN 9782707346629)
- Faire trace. Les écritures de la Shoah, José Corti, coll. "Les essais", 2023, 256p.  (EAN 9782714312877)

Direction d'ouvrages et articles savants
- Europe, « Georges Perec », janvier-février 2012, no 993-994
- Europe, « Romain Gary », juin-juillet 2014, no 1022-1023 (en collaboration avec Julien Roumette)
- Europe, « Patrick Modiano », octobre 2015, no 1038
- Tsafon, « Écrivains juifs de langue française », no 70, automne 2015 (en collaboration avec Nelly Wolf)
- Cahiers Albert Cohen, « Albert Cohen : la littérature à l’épreuve », no 25, 2015 (en collaboration avec Mathieu Bélisle)
- Au nom du Père : les réécritures contemporaines de la Passion, Paris, Classiques-Garnier, septembre 2017 (en collaboration avec Émilie Walezak)
- Revue des Sciences Humaines, « Écrits de guerre : laboratoires esthétiques », no 326, mai-juin 2017 (en collaboration avec Hélène Baty-Delalande)
- Roman 20-50, « Osnabrück et Si près d’Hélène Cixous », no 63, décembre 2017
- Les Appropriations du discours antisémite, Paris, Le Bord de l’eau, octobre 2018 (en collaboration avec Nurit Levy et Michèle Tauber)
- « Se pasticher ou comment s’imiter pour se réinventer », Études françaises, vol. 56, no 3,‎ 2020, p. 85-100 (lire en ligne)